# 偶然路過的街
《偶然路过的街》（日語：行きずりの街）是日本作家志水辰夫所作的长篇小说。在《新潮文库》连载。1990年荣获日本冒险小说协会大奖。1992年在「这本推理小说真厉害」中选出第一名。
2000年电视剧化，2010年电影化。

## 電影
《偶然路过的街》于2010年改编成电影，由阪本顺治执导，仲村亨及小西真奈美主演。该电影于2010年10月11日在釜山国际电影节首映。2011年7月17日，该电影在北美洲的Japan Cuts上映。

### 剧情简介
在名为丹波筱山的乡下私塾里教书的中年男子波多野和郎（仲村亨 饰），为了寻找业已毕业却下落不明的学生广濑由加里（南泽奈央 饰），而只身回到了阔别已久的大都会东京。12年前，波多野曾是名门学校敬爱女子学园的教师，因与学生手冢雅子（小西真奈美 饰）相恋而被迫离开教师队伍，后更与雅子分别逃离了东京。在东京逡巡期间，波多野发现由加里似乎过着某种难见天日的边缘生活，寻找的路上不仅受到了不明身份人物的骚扰，更重逢了如今已身为高级俱乐部妈妈桑的雅子。万千情感袭上心头，波多野也不知不觉陷入一个难以抽身的漩涡之中......

### 主要演员
- 波多野和郎 - 仲村亨
- 手冢雅子 - 小西真奈美
- 广濑由加里 - 南泽奈央
- 大森幸生 - 菅田俊
- 木村美纪 - 佐藤江梨子
- 藤本江理 - 谷村美月
- 园部行雄 - 杉本哲太
- 神山文彦 - ARATA
- 中込安弘 - 窪冢洋介
- 池边忠贤 - 石桥莲司
- 手塚映子 - 江波杏子
- 千道 - Mike Hahn
- 氏木毅
- 大林丈史
- でんでん
- 宮下顺子

### 工作人员
- 原作 - 『行きずりの街』志水辰夫
- 编剧 - 丸山昇一
- 导演 - 阪本顺治
- 音乐 - 安川午朗
- 摄影 - 仙元诚三
- 剪辑 - 普嶋信一
- 制作公司 - Central Arts
- 製作委员会 - Central Arts、东映、木下工务店、东映影像、Kart Promotion
- 共同策划 - 新潮社
- 发行商 - 东映

### 主題曲
- meg「再愛 〜Love you again〜」  - 小室哲哉制作